# Lakshmi Sahgal
Lakshmi Swaminathan, més coneguda com a Lakshmi Sahgal, (Chennai, 24 d'octubre de 1914 - Kanpur, 23 de juliol de 2012) va ser una metgessa i revolucionària independentista índia, dirigent de l'Exèrcit Nacional Indi i ministra del govern d'Azad Hind. Va combatre a la Segona Guerra Mundial amb el regiment Rani Jhansi, compost únicament per dones i que buscava el derrocament del Raj Britànic.
Després de la guerra va unir-se al Partit Comunista de l'Índia i va treballar com a activista i cooperant mèdica durant la Guerra d'Alliberament de Bangladesh i el Desastre de Bhopal i va exercir de metgessa fins molt avançada edat.
L'any 2002 va presentar-se com a única oposició a Abdul Kalam a les eleccions presidencials índies, al capdavant una coalició de partits d'esquerres.
Va destacar durant tota la seva vida com a activista pels drets de la dona i la tolerància religiosa. Se la coneixia com a "capitana Lakshmi", en referència al seu rang quan va ser capturada a Burma durant la Segona Guerra Mundial.